# Katerina Duska
Katerinа Duska (grč. Κατερίνα Ντούσκα; 6. novembar 1989) grčko-kanadska je pevačica i tekstopisac. Predstavljala je Grčku na izboru za Pesmu Evrovizije 2019. godine pesmom Better Love koja je objavljena 6. marta 2019. godine.

## Biografija
Rođena je 6. novembra 1989. u Montrealu, u Kanadi, a živi u Atini.
Izdala je svoj debi album Embodiment 2015. godine. Godine 2018, pojavila se na koncertu u Koncertnoj dvorani u Atini, izvodeći pesme sa svog albuma sa švedskim kantautorom Albinom Le Meldavom. Meldav se takođe pojavio na koncertu sa Duskom u septembru 2018. u dvorcu Palate u Atini. U decembru 2018. nastupila je sa muzičarom Petrosom Klampanisom.
Interno je izabrana da predstavlja Grčku na Pesmi Evrovizije 2019. u Tel Avivu. Pesma sa kojom je predstavljala svoju zemlju zvala se „Better love”, a objavljena je 6. marta 2019. godine. Plasirala se u finale u kojem je bila 21. sa 74 osvojena boda.